# Terapia del dolore
La terapia del dolore (o medicina del dolore), detta anche terapia antalgica, o algologia dal greco antico: άλγος?, algos ("dolore"), consiste nell'approccio terapeutico e scientifico al trattamento del dolore.
Il dolore rende spesso il soggetto inabile sia da un punto di vista fisico sia emotivo. Il dolore acuto relativo a un trauma fisico è spesso reversibile naturalmente. Il dolore cronico, invece, generalmente è causato da condizioni solitamente difficili da trattare. Talvolta i neurotrasmettitori continuano a inviare la sensazione del dolore anche quando la causa scatenante non esiste più; per esempio un paziente a cui è stato amputato un arto può provare dolore riferito all'arto mancante (sindrome dell'arto fantasma). Una applicazione dell'algologia è nei malati neoplastici.

## Storia

### Nell'antichità
La più antica descrizione di dolore giunta sino a noi è stata datata IV millennio A.C.: in essa venivano descritti i disturbi provocati da una cefalea acuta. I primi dettagli su alcune tecniche di cura provengono da una regione dell'alto Tigri, corrispondente all'estrema regione settentrionale dell'odierno Iraq. Il popolo che vi abitava, gli Assiri, già nel 3000 A.C. praticava una particolare tecnica anestetica sul malato: la carotide al livello del collo veniva compressa (come fosse uno strangolamento) causando ischemia cerebrale ed inducendo uno stato di coma adatto all'operazione chirurgica; in tal modo, erano in grado di eseguire alcuni rudimentali interventi. Tuttavia, è necessario attendere sino al 2500 A.C. per poter avere una prima descrizione dettagliata di alcune tecniche di trattamento del dolore, giunta a noi dall'Asia: in Cina, infatti, sono stati ritrovati antichi testi di medicina e farmacologia, voluti dall'imperatore Rosso e dall'Imperatore Giallo, nei quali vengono spiegati trattamenti a base di piante, agopuntura e moxibustione (mostrando dunque già una certa conoscenza dei punti sensibili del corpo); secondo quanto riportato in altri testi degli anni e secoli successivi, tali tecniche sono rimaste in uso a lungo in una larga parte dell'Asia. Contemporaneamente a nuovi trattamenti, si sviluppano anche nuove concezioni di dolore, che comportano cambiamenti nelle cure adoperate: nel 2000 A.C., sia negli Egizi sia negli Assiro-Babilonesi, nasce l'ideologia del dolore come manifestazione dell'intrusione nel corpo di spiriti e fluidi maligni; i medici ritenevano che per poterli rimuovere fosse necessario provocare vomito o diarrea nei pazienti, arrivando in alcuni casi a lesionare il soggetto. Inoltre, nello stesso periodo, nell'Antico Egitto era consuetudine dare ai bambini oppio per calmarli durante la notte, mostrando, dunque, una conoscenza almeno di base per quanto riguarda gli effetti di alcune piante. Tra il 1800 e il 1500 A.C. comincia a svilupparsi una nuova forma di medicina, determinata non solo da regole precise in ambito pratico, bensì anche da leggi riguardanti il comportamento del medico stesso. Un primo importante esempio, riscoperto solo nel 1912, sotto forma di una stele di basalto nera incisa, fu promosso dal grande re della Mesopotamia Hammurabi. Tuttavia, alcune tra le più datate descrizioni delle cure adoperate non provengono esclusivamente dall'Asia o dall'Europa, bensì anche dall'America, popolata da svariate civiltà (tra cui Incas, Maya e Aztechi) accomunate da molti fattori, soprattutto in ambito curativo. La medicina inca si avvaleva prevalentemente di procedimenti magici, tuttavia, aveva progredito notevolmente anche in campo terapeutico, conseguendo conoscenze evolute in campo sia chirurgico sia farmacologico. Gli Incas, tra il 700 e il 100 A.C., inoltre, cominciarono ad utilizzare piccole quantità di stupefacenti ed altre piante per aiutare il recupero del malato: basavano la terapia soprattutto sull'uso di foglie di cuca o coca che venivano fatte masticare lentamente, stimolando così respirazione e circolazione, aumentando la resistenza e riducendo la fame grazie all'anestesia della mucosa gastrica (la coca verrà introdotta in Europa solo con la scoperta dell'America, più precisamente nel 1500, sostituendo quelli che erano i mezzi più usati per "anestetizzare" i pazienti: oppio e spugna anestetica, utilizzati per svariati secoli, senza peraltro produrre grandi effetti). Tuttavia, per l'indigeno peruviano dell'epoca, fosse pure un Inca o un umile suddito, le cure mediche, da sole, non erano sufficienti a consentire l'allontanamento del dolore e della malattia, se non erano accompagnate da pratiche magiche atte ad allontanare gli spiriti malefici. Per tale motivo, sacrifici di ogni tipo accompagnavano in genere tutte le pratiche di guarigione contro dolore e malanni, sia fisici sia mentali. 
In modo simile operavano gli antichi Maya, per i quali l'arte della medicina era un complesso miscuglio di mente, corpo, religione, rituali e scienza: praticata solo da pochi eletti, che in genere ereditavano la pratica dopo aver ricevuto un'ampia formazione, questi sciamani agivano come un mezzo tra il mondo fisico e il mondo spirituale; tuttavia, oltre a seguire pratiche religiose, essi disponevano anche di una certa tecnica. È infatti noto che i Maya sapessero suturare le ferite con i capelli umani, ridurre le fratture, trattare ematomi; erano anche abili dentisti, capaci di realizzare protesi di giada e turchese e riempire i denti cariati con pirite di ferro.
I Maya equiparavano il dolore con la prigionia della propria anima da parte di esseri soprannaturali, indignati per alcuni comportamenti scorretti compiuti (presentando alcune somiglianze con Egizi e Assiro-Babilonesi del II millennio A.C.). Per questo motivo, la cura di varie forme di dolore coinvolgeva una serie di pratiche, soprattutto rituali, purificazioni e rimedi a base di erbe; diversi testi Maya sono dedicati a tali trattamenti basandosi su osservazioni oggettive degli effetti di alcune piante sul sistema umano (questo è uno dei primi esempi di attento studio del malato e del processo di cura di cui si hanno informazioni). Particolari piante venivano ingerite, fumate, annusate, strofinate sulla pelle ed in seguito il malato veniva o sottoposto ad un rituale per scacciare lo spirito oppure si utilizzavano tecniche di purificazione dell'anima, tra cui il digiuno, la sudorazione e i salassi. Questi ultimi erano adoperati anche dagli Aztechi, insieme alle loro notevoli conoscenze erboristiche, basate sull'uso di più di 100 erbe dal potere curativo, spesso combinate tra loro. Anch'essi, in ogni caso, si affidavano a rituali e purificazioni contro il dolore. Gli Aztechi, inoltre, erano, assieme ai Maya, i più noti praticanti dei sacrifici umani, rituali nei quali il popolo sacrificava un determinato numero di persone per ottenere il favore degli dei oppure per scacciare la sofferenza e le malattie. Però, nonostante tutte le tecniche adoperate, mancavano in ogni caso trattamenti standard: non c'erano metodi ritenuti intrinsecamente migliori degli altri.

### Tra mondo greco e latino
Uno dei momenti più importanti della storia del trattamento del dolore e della medicina in generale, però, è scandito sicuramente dalla nascita di colui da cui oggi siamo soliti far discendere il pensiero medico occidentale: Ippocrate di Kos. Con lui arriva in tutto il mondo medico una vera e propria rivoluzione, sotto la forma della Teoria degli umori: egli è convinto che il dolore sia originato da un'alterazione quantitativa (sia in eccesso sia in difetto) di quelli che vengono definiti “umori” (dyscrasia), identificabili con sangue, flemma, bile gialla, bile nera (secondo Aristotele, tuttavia, l'esposizione di tale teoria nel trattato La natura dell'uomo è opera del genero e discepolo prediletto di Ippocrate, Polibio); è, dunque, necessario ristabilire un equilibrio. Contro il dolore, la medicina ippocratica fa uso di piante, in particolare la mandragora, soprattutto contro la depressione. L'utilizzo primario della mandragora è da ricercarsi nel suo aspetto antropomorfo: esso suggeriva l'esistenza di virtù magiche e terapeutiche in senso lato, tra cui proprietà analgesiche, sedative, narcotiche e afrodisiache (oggi, invece, si sa che tali caratteristiche sono dovute a particolari principi attivi contenuti in essa, come scopolamina, atropina e josciamina).
Nel III sec a.C. nascono in Grecia le scuole di Cnido e Coo. Solo a partire da esse si comincia ad attuare un iter metodologico razionale basato sulla raccolta di dati della storia clinica dei pazienti e sulla valorizzazione dei 5 sensi (tramite ispezione, palpazione, auscultazione, degustazione, percussione, olfazione) per localizzare la sede del dolore o studiare le malattie. Uno dei più illustri esponenti delle due scuole è Rufo di Efeso, il primo a gettare le basi fondamentali dell'anamnesi, la raccolta di tutte le informazioni che possono aiutare il medico nei confronti del malato. Tale impostazione di affrontare un diligente ed attento interrogatorio con il malato verrà, tuttavia, abbandonata sino al primo Medioevo, preferendovi una diagnosi improvvisata, attribuendo alla medicina un aspetto fondamentalmente magico. La questione del trattamento del dolore e dei mali viene approfondita anche nel mondo antico Romano. Uno dei primi a comparire sulla scena è Marco Ponzio Catone, il "Censore", praticante della cosiddetta medicina popolare e domestica. Grazie al alcuni testi sappiamo cosa caratterizza la sua attività medica: contro il dolore e le malattie prescrive il cavolo (da lui considerato la panacea, un farmaco in grado di curare tutti i mali) ed il vino, ritenuto colmo di medicamenti o almeno trasporto per quelli in esso infusi. Specificatamente nell'ambito del dolore, a proporne una più attenta analisi è il medico Aulo Cornelio Celso. Egli definisci il dolore espressione dell'infiammazione, suddividendolo in 4 fasi precise: "robor" (rossore), "tumor" (tumefazione), "calor" (calore), "dolor" (dolore). Inoltre, nel suo De medicina ci offre un ampio e prezioso spaccato sulle conoscenze chirurgiche e mediche del tempo e non solo: ha, infatti, tramandato il più famoso panegirico del nuovo modello anatomico-centrico del sapere medico introdotto dalla Scuola medica alessandrina, risolvendo il dilemma etico della liceità di sezionare i cadaveri in modo categorico. Nel 50 Dioscoride Pedanio, un medico greco, usò per la prima volta, descrivendo gli effetti della mandragora, il termine anestesia. Sull'utilizzo dei farmaci contro le malattie ed il dolore interviene, intorno al 130, colui che è considerato il più importante medico romano: Galeno, il "medico degli imperatori". Rifacendosi alla Teoria degli umori di Ippocrate, egli afferma che l'organismo, attraverso quattro qualità elementari del corpo (caldo, freddo, secco, umido), trasforma le sostanze terapeutiche, attivandone le proprietà. Poiché le 4 qualità, secondo Galeno, presentano anche i farmaci, il medico deve essere abile nel trovare il farmaco contrario, adatto a sopprimere tali proprietà, e a dosarlo nella giusta quantità.

### In Europa ed Asia
In Cina, nel frattempo, tra II e III secolo vengono documentate le prime anestesie attraverso una speciale polvere effervescente (probabilmente “cannabis” indica). Solamente secoli dopo, nel 936, viene riaffrontato il tema del trattamento del dolore: Albucasis, autore del "al-Taṣrīf" ("Libro per la guida di coloro che non sanno scrivere libri"), nel quale descrive le conoscenze di 50 anni di pratica ed insegnamento dell'arte medica, propone come cura contro il dolore e le malattie generiche il cauterio, prescrivendolo anche per mal di testa, lussazione e sciatica. Nel corso dei successivi secoli si perde nuovamente di vista un miglioramento della tecnica terapeutica per concentrarsi più profondamente sulle origini del dolore e lo studio del corpo. Alcune eccezioni sono il medico spagnolo Francisco Hernandez, che descrive le qualità anestetiche e antidolorifiche della peyote, una pianta medicinale, e Paracelso (si attribuì da solo tale nome, dichiarando di aver eguagliato e superato Aulo Cornelio Celso, il medico romano), uno dei primi a studiare gli effetti dell'etere sugli animali (di fatti è considerato il padre della moderna anestesia). Purtroppo non fu capace di studiare a pieno questa sua scoperta, ritardando così di 300 anni la comparsa di una delle più importanti rivoluzioni della medicina e della chirurgia. Ciò nonostante, Paracelso riuscì ad introdurre molte innovazioni che oggi caratterizzano medicina e farmacologia moderne, attraverso una nuova teoria medica, la Iatrochimica, secondo la quale il corpo non è altro che una fornace alchemica, nel quale le malattie sono generate da uno squilibrio dei tre principi chimici che lo regolano: zolfo, mercurio e sale (questo fu aggiunto da Paracelso stesso). Dolore e malattie potevano essere, dunque, combattuti anche attraverso cure di natura minerale e non solo organica. Inoltre, benché sia dipinto come uno stregone, fu proprio lui ad eliminare molto aspetti ed elementi magici dalla pratica alchemica, sostituendoli con osservazione empirica ed esperimenti.

### Epoca moderna
Nonostante la chimica, sin dal '700, avesse scoperto proprietà narcotiche ed analgesiche di alcune sostanze come protossido d'azoto e etere e benché qualcuno ne avesse già ipotizzato l'impiego in chirurgia ed ostetricia, la classe medica ancora non mostrava grande apertura alle innovazioni, specie le più radicali. Infatti, le tecniche chirurgiche si erano, negli anni, adeguate al dolore che provocavano, tanto che questo era diventato una sorta di guida per chi operava, qualcosa che lo spronava ad essere veloce senza esitare, trascurando molto spesso la precisione; inoltre, spesso le urla di dolore servivano al chirurgo per capire se il paziente fosse ancora vivo (in molti casi il dolore era talmente forte da uccidere, sia durante l'intervento sia dopo, a causa di una specie di collasso emotivo, chi veniva operato). Guillaume Dupuytren, il più famoso chirurgo della Restaurazione francese, osservò: "La douleur tue comme l'hémorragie" ("Il dolore uccide come l'emorragia"). E Alfred-Armand-Louis-Marie Velpeau, altro chirurgo francese, aveva affermato: "Evitare la sofferenza nelle operazioni chirurgiche è una chimera che, ai nostri giorni, noi non abbiamo il diritto di inseguire [...]". Solamente nel 1846 viene recuperato uno studio delle tecniche di prevenzione e cure del dolore, grazie all'operato di un dentista, il dottor Horace Wells: questi eseguì per la prima volta, il 16 ottobre, dopo alcuni tentativi a buon fine, la prima anestesia pubblica per l'estrazione di un dente, nel teatro operatorio del Massachusetts General Hospital, a Boston, davanti al famoso chirurgo John Collins Warren. Purtroppo il dosaggio era sbagliato e dunque l'anestesia fu solo parziale: il "candidato" scelto, infatti, cominciò subito ad urlare per il dolore durante l'intervento, costringendo Wells a fuggire dal teatro sotto le risate dei presenti. I suoi studi vennero portati avanti dal collega William Green Morton, il quale decise l'anno successivo di riproporre la dimostrazione, nello stesso teatro e davanti allo stesso chirurgo. John Collins Warren poté asportare un tumore dal collo del paziente appena anestetizzato con l'etere senza che questi emettesse un gemito. Lo stesso Warren, che aveva eseguito con scetticismo l'intervento, pare si sia rivolto ai numerosi presenti con le lacrime agli occhi mormorando incredulo: "Signori, qui non c'è nessun imbroglio" ("Gentlemen, this is no humbug"). Gli sforzi di Morton ebbero successo. In appena qualche settimana la notizia della prima anestesia chirurgica riuscita aveva già fatto il giro del mondo ed era utilizzata quasi ovunque. Purtroppo, ben presto, Morton fu accusato di aver rubato le ricerche dell'amico e collega, nonché maestro, Wells, nel frattempo morto suicida in prigione.
Nei successivi anni si moltiplicarono gli studi per trovare cure sempre più efficaci: i medici più consapevoli delle recenti scoperte della fisiopatologia e della patogenesi divennero ben presto sempre più scettici riguardo alle capacità curative dei rimedi del tempo.

#### La nascita della terapia del dolore
Tuttavia, a far nascere la terapia del dolore come la conosciamo oggi sarà John Bonica. John Bonica (16 febbraio 1917 - 15 agosto 1994), nato in Sicilia, è stato un anestesista italo-americano e un wrestler professionista, conosciuto come il padre fondatore della moderna terapia del dolore ed il primo a chiamarla con tale nome. Diventa cittadino naturalizzato americano nel 1928, dopo essere giunto a New York nel 1927. Nel 1938 vinse il titolo di campione nazionale del wrestling americano e, l'anno successivo, quello canadese. Nel 1941 divenne il campione di pesi leggeri e pesi massimi del mondo per sette mesi. Questo intenso sforzo finì per provocargli serie lesioni a livello muscolo-scheletrico, con successivo sviluppo di artrite traumatica dolorosa a molteplici articolazioni e altri problemi che, negli anni, gli richiesero più di diciotto operazioni a partire dal 1980. Nel corso degli anni, proprio a causa di queste lesioni, cominciò a maturare la sua grande e intima riflessione sul dolore; ad acuire questa riflessione fu un incidente accaduto alla moglie, che a causa di una anestesia mal eseguita, rischiò di morire.
Le considerazioni cui giunse lo spinsero a iniziare uno studio clinico sistematico sul dolore, sulle sindromi da esso generate, sui loro trattamenti e a concepire e mettere insieme l'approccio multidisciplinare sulla gestione del dolore; a questo scopo collaborò con un'infermiera, Dorothy Crowley, e un neurochirurgo, Lowell E. White, nel tentativo di formare una clinica del dolore multidisciplinare presso l'Università di Washington, un progetto che attrasse l'interesse di molti giovani anestesiologi. Fu il primo vero programma di formazione della medicina contro il dolore, programma che, tuttavia, poté dirsi pienamente completato solo nel 1970, nonostante tutti gli incontri preliminari nei quali i medici che aderirono all'iniziativa discussero dei problemi di pazienti affetti da dolore cronico per elaborare la strategia di cura più efficace. Nel 1950 John Bonica, accumulato materiale di ricerca clinica ed esperienza a sufficienza, poté iniziare la stesura di un libro di 1500 pagine intitolato “The Management of Pain”, “Il Trattamento del Dolore”, pubblicato nel 1953, immediatamente tradotto in diverse lingue e immediatamente considerato la ‘Bibbia’ della diagnosi e della terapia del dolore. Il suo interesse rispetto al dolore è stato rivolto soprattutto a tre campi dell'anestesia: algologia ostetrica, algologia per soggetti affetti da dolore cronico (in particolare neoplasie terminali) ed infine anestesia locale/totale (per operazioni chirurgiche). Bonica collaborò con numerose associazioni (alcune vennero da lui stesso fondate, come la "Associazione Internazionale dello Studio del Dolore" nel 1973) e oggi viene ricordato soprattutto per aver smesso di considerare il dolore un sintomo quanto piuttosto una malattia vera e propria. Bonica muore nel 1994, non prima di aver lasciato alcuni dei testi più importanti oggi disponibili sulla Terapia del dolore: le due edizioni del “The Management of Pain” (la prima del 1953, la seconda del 1990) e il “Principles and Practice of Obstetric and Analgesic Anesthesia”, “Principi e pratica di ostetricia e anestesia analgesica”, anch'esso in due edizioni (1967 e 1994).

## Trattamenti
Il trattamento con mezzi farmacologici è composto principalmente da analgesici non oppiacei, oppiacei, antidepressivi triciclici, anticonvulsivanti, mentre le misure non farmacologiche più utilizzate sono l'esercizio fisico e applicazione di freddo o calore. Il medico che si occupa di terapia del dolore è storicamente l'anestesista. Il contributo specifico di questa figura medica è costituito da qualcosa in più della semplice terapia: il suo obiettivo è la modulazione della trasmissione del dolore nel sistema nervoso mediante somministrazione di anestetici (blocchi nervosi) o altri strumenti di interazione col tessuto nervoso, il più delle volte correnti elettriche (radiofrequenza, TENS o trasmissione lungo nervi periferici). L'algologia viene abitualmente applicata in vari contesti, sia ad alta priorità, tra cui spiccano oncologia (contro neoplasie), postchirurgia (per alleviare gli effetti dell'operazione), traumatologia, neurologia (in particolare contro cefalee e nevralgie), sia a contesti con minor gravità, ma altrettanto invalidanti, come ortopedia e reumatologia, oppure odontoiatria (per il dolore orale acuto, con ossicodone, idromorfone e buprenorfina) e medicina generale

### Applicazioni e farmaci utilizzati
La terapia del dolore è spesso utilizzata durante le ultime fasi di una malattia terminale ma, in realtà, la maggior parte dei pazienti a cui l'algologia può essere utile e si dovrebbe indirizzare sono affetti da dolore cronico (ad esempio: mal di schiena, cefalee, esiti di traumi o di interventi chirurgici, malattie neurologiche) e, in un minor numero di casi, da tumori.
Una comune credenza riguardo ai farmaci oppiacei vuole che si renda necessario:
- un aumento dei dosaggi di farmaci oppiacei, la cosiddetta tolleranza
- la necessità di continuare l'assunzione del farmaco oppiaceo (la causa per cui viene assunto il farmaco, ovvero il dolore sia scomparso) per via della dipendenza fisica e psichica.

Pur essendo fenomeni noti e studiati, sono, nella comune esperienza clinica, effetti che si realizzano dopo molto tempo (normalmente svariati mesi) e soprattutto con una intensità bassa. Nella pratica clinica, nei pazienti affetti da dolore, sono fenomeni comunemente trascurabili. Qualsiasi testo di algologia riporta che la tolleranza e la dipendenza da oppiacei è molto limitata. La famosa necessità di aumentare le dosi (nel setting della terapia del dolore con oppiacei) è un fenomeno clinicamente falso. Altrettanto difficile, anche se non impossibile, è provocare la morte per sovradosaggio da farmaci oppiacei, nel caso di un'assunzione accidentale eccessiva. La finestra terapeutica per gli oppiacei, per lo meno negli adulti, è ben più ampia di molti farmaci usati normalmente nelle terapie (ad esempio gli antiaritmici) e i farmaci cardiocinetici.
Il (+)-Naloxone si è rivelato un oppioide antagonista promettente che, bloccando i legami fra oppiacei e proteina TLR4 nel cervello, lascia inalterato il potere analgesico, ma senza i principali effetti collaterali di tolleranza, dipendenza fino alla depressione respiratoria. Il ddl Turco (n. 2243/2007, approvato all'unanimità il 13.12.2007) consente ai medici di medicina generale di prescrivere oppiacei e cannabinoidi con il normale ricettario del SSN, anche al di fuori delle patologie oncologiche.
Fra i farmaci utilizzati nella terapia del dolore: aspirina, acetaminofene o i FANS per il dolore lieve; codeina o l'ossicodone per il dolore moderato;  la morfina o l'idromorfone (5 volte più potente della morfina) per il dolore grave, dermorfina (30 volte più potente della morfina), opiorfina; meperidina, fentanile. In particolare, in ospedale, la morfina viene spesso somministrata per via endovenosa ai pazienti tramite dei Patient-Controlled Analgesia (PCA), distributori con sensore, pompa e computer, grazie ai quali il medico scrive un programma che contiene la dose massima per somministrazione giornaliera, orari e intervallo minimo tra le somministrazioni, e poi il paziente stesso regola la quantità di analgesico quando avverte dolore, senza l'assistenza degli infermieri.